# Nygård, Åmåls kommun
Nygårds herrgård ligger i Åmål i och nuvarande corps de logi byggdes 1816 av kommerserådet och krigskommissarien Bengt Norström. Kvarvarande byggnad från denna tiden är också ett vagnslider byggt 1815. Herrgården hör till de äldsta i Dalsland med anor från 1500-talet. 
Adelsmannen Peder Kart bodde på skattehemmanet Nygård i Åmåls socken, som blev hans sätesgård. Nygård, som före 1562 hette Snärten, var från början skattehemman och blev frälse i och med adlandet. I parken finns det dessutom lämningar av en 1600-talsbyggnad som kan vara byggd av major Arvid Rosenbielke som ägde Nygård 1637. Gården köptes av E.W. Schweder 1837 och har sedan dess haft flera ägare fram till idag.